# Kostroševci
Kostroševci (em cirílico: Кострошевци) é uma vila da Sérvia localizada no município de Surdulica, pertencente ao distrito de Pčinja. A sua população era de 54 habitantes segundo o censo de 2011.

## Demografia
| 1948 | 1953 | 1961 | 1971 | 1981 | 1991 | 2002 | 2011 |
| ---- | ---- | ---- | ---- | ---- | ---- | ---- | ---- |
| 745  | 778  | 668  | 500  | 243  | 122  | 81   | 54   |